# Pietro Correr (patriarca)
Pietro Correr (Venezia, 1235/40 ca. – 1302 circa) è stato un patriarca cattolico italiano.

## Biografia
Figlio del senatore Angelo Correr, di lui non si hanno notizie prima del 1265 quando risultava pievano di chiesa di Sant'Aponal. Dal 1267 figura come primicerio della Basilica di San Marco e nel 1275 rettore di San Maurizio. Inoltre, un documento del 1268 lo attesta come canonico a Verona.
Quando morì il vescovo di Castello Tomaso Franco il capitolo della cattedrale, chiamato ad eleggere il successore, si spaccò in due: da una parte i sostenitori del Correr, dall'altra quelli di Bartolomeo I Querini, canonico della cattedrale e cappellano papale. Le parti faticarono a trovare un'intesa sicché la diocesi rimase a lungo vacante.
Il Correr ne sarebbe uscito vincitore, ma nel 1274 papa Gregorio X invalidò l'elezione e nominò vescovo il Querini unilateralmente. Probabilmente la parte del capitolo che ancora osteggiava il Correr aveva impugnato un'antica norma che vietava ai membri del capitolo marciano - del quale il prelato faceva parte in qualità di primicerio di San Marco - di ottenere titoli nella diocesi di Castello.
Il suo nome ricorre ancora nel 1274, quando acquistò alcuni fondi da Aldinello da Bassano. L'anno successivo incorse in una disputa con il figlio di questi, Pietro; la vertenza si protrasse per tre anni e vide, tra l'altro, l'intervento del comune di Bassano. Numerosi altri documenti attestano nel frattempo la sua attività di primicerio di San Marco.
Nell'estate del 1286 fu eletto alla guida del patriarcato latino di Costantinopoli. Il titolo era di fatto onorifico: con la riconquista bizantina, l'impero latino di Costantinopoli si era dissolto e il clero che era stato lì insediato al posto di quello greco aveva dovuto riparare in Occidente. Ciononostante, la sede continuava formalmente ad esistere poiché il patriarcato manteneva un proprio clero, compreso un capitolo di canonici cui fu affidata l'elezione, confermata poi da papa Onorio IV. La consacrazione fu officiata dal vescovo di Ostia Latino Malabranca Orsini.
Non è chiaro se il Correr fosse rimasto a Venezia o si sia spostato in Oriente per seguire i possedimenti patriarcali rimasti (ve ne erano a Creta e a Negroponte); forse restò in laguna, dato che il 10 gennaio 1296 Cecilia moglie di Matteo Belegno gli donava alcune proprietà a San Pietro di Castello.
Alcune fonti lo ricordano come arcivescovo di Candia, ma si tratterebbe di un errore insorto, forse, quando papa Bonifacio VIII unì il patriarcato alla diocesi cretese (7 febbraio 1302); questo, in ogni caso, avvenne dopo la morte del patriarca.
Il suo successore fu Leonardo Falier, nominato il 31 marzo 1302 arcivescovo di Candia e patriarca titolare di Costantinopoli.